# Bản Nhùng
Bản Nhùng là một xã thuộc huyện Hoàng Su Phì, tỉnh Hà Giang, Việt Nam.

## Địa lý
Xã Bản Nhùng nằm ở phía đông của huyện Hoàng Su Phì, cách trung tâm huyện 14,5 km, có vị trí địa lý:
- Phía đông giáp huyện Vị Xuyên
- Phía tây giáp xã Nậm Dịch và xã Ngàm Đăng Vài
- Phía nam giáp Tả Sử Choóng
- Phía bắc giáp xã Tân Tiến và xã Túng Sán.

Xã Bản Nhùng có diện tích 17,27 km², dân số năm 2019 là 2.483 người, mật độ dân số đạt 144 người/km².

## Hành chính
Xã Bản Nhùng được chia thành 8 thôn: Cốc Nắm, Dì Thàng, Ma Lù Súng, Ma Lù Vó, Na Nhung, Nắm Nan, Thiêng Rầy, Nhìu Sang.